# Plopi (okręg Kluż)
Plopi – wieś w Rumunii, w okręgu Kluż, w gminie Valea Ierii. W 2011 roku liczyła 104 mieszkańców.